# Gerald Portal
Gerald Portal, född den 13 mars 1858 i Laverstoke, Hampshire, död den 25 januari 1894 i London, var en engelsk diplomat.
Portal ingick 1879 på diplomatbanan, utmärkte sig under generalkonsuln i Kairo, sir Evelyn Baring, och skötte en tid 1886–1887 dennes ansvarsfulla befattning. Han företog 1887 en diplomatisk mission till Abessinien i syfte att åvägabringa försoning mellan detta rike och Italien. Portal beskrev sin färd i My Mission to Abyssinia (1888). Han blev 1889 tillförordnad och 1891 ordinarie brittisk agent i Sansibar samt företog 1893 en viktig mission till Uganda, vilken ledde till detta rikes bevarande under brittiskt protektorat; han skildrade den i The British Mission to Uganda (1894). Staden West Portal i västra Uganda är uppkallad efter honom.[källa behövs]